# 约翰·莱瑟姆 (鸟类学家)
约翰·莱瑟姆（英語：John Latham，1740年6月27日—1837年2月4日）是一位英国医生、生态学家和作家，被认为是“澳大利亚鸟类学”之父，于19世纪初描述和命名了多种澳大利亚的鸟类。著有《A General Synopsis of Birds》（1781–1801）《General History of Birds》（1821–1828）等。